# Pardon (Zeitschrift)
pardon war eine deutschsprachige literarisch-satirische Zeitschrift, die von 1962 bis 1982 erschien. Markenzeichen von pardon war F. K. Waechters Teufelchen, das seine Melone lupft. Ihr Ziel war, ein kritisches Klima und etwas Farbe in die aus Sicht der pardon „verkrusteten Verhältnisse“ der Adenauer-Ära zu bringen.
Mit einer Auflage von bis zu 320.000 Exemplaren war der Titel  bis 1982 zeitweilig die größte Satirezeitschrift Europas.

## Mitarbeiter und Ressorts
pardon verband Politik mit Humor, Information mit Satire und Philosophie mit Grafik. Zu den Autoren gehörten die damals noch unbekannten und erstmals veröffentlichenden Studenten Robert Gernhardt und F. W. Bernstein sowie die Zeichner Kurt Halbritter, Hans Traxler, F. K. Waechter, Volker Ernsting, Heiner H. Hoier, Arno Ploog, Stano Kochan und Chlodwig Poth. Es gab die ständige Nonsensdoppelseite WimS – Welt im Spiegel, viele Jahre vorwiegend von Bernstein, Gernhardt und Waechter bestritten. In pardon veröffentlichten Alice Schwarzer, Günter Wallraff und Gerhard Kromschröder ihre ersten großen Rollenreportagen, Freimut Duve, Robert Jungk, Hagen Rudolph und andere ihre viel beachteten Meinungskolumnen. Auch Wilhelm Genazino war einige Zeit Redaktionsmitglied. Im Februar 1979 waren Paul Badde und Albert Christian Sellner für den allgemeinen Teil der Zeitschrift verantwortlich, den Badde in einem Buch ironisch das „Ressort Theologie und Pornographie“ nennt, sowie für Musik- und Literaturkritik der Zeitschrift.
pardon entwickelte als weitere internationale Besonderheit des Journals auch andere, nicht nur satirische Schwerpunkte, u. a. durch Gerd Winklers bilder- und informationsreiche Kunstwetterlage (Vorbild für die spätere Zeitschrift art), durch kritisch-witzige Literaturrezensionen (etwa Otto Köhlers Seller-Killer) und durch ein Film-Magazin, vor allem aber durch den Sonderteil ANDERS LEBEN mit Berichten über Zukunftswerkstätten. „Zu Zeiten, als die grüne Partei noch nicht einmal erdacht war, hatte der pardon-Chef das Thema Ökologie schon besetzt, über das er den Zukunftsforscher Robert Jungk schreiben ließ“.

## Die ursprünglichepardon(1961–1982)

### Start und Erfolge: 1961–1971
Mit einer Auflage von (zu Höchstzeiten) 320.000 Exemplaren und mehr als 1,5 Millionen regelmäßigen Lesern wurde Pardon zeitweilig zur größten Satirezeitschrift Europas. Nach einer Nullnummer 1961 und einem internen Vorausheft erschien am 27. August 1962 die erste Ausgabe von Pardon, gegründet von den Verlegern Hans A. Nikel und Erich Bärmeier. Nikel gewann Erich Kästner als Paten, auch Loriot, der das erste Titelblatt gestaltete, und Werner Finck, auch Literaten wie Wolfgang Bauer, Hans Magnus Enzensberger, Martin Walser und Günter Grass waren als Autoren aktiv. Erich Bärmeier war zuständig für die Verlags- und Vertriebsgeschäfte, Chefredakteur war Hans A. Nikel, er entwickelte Konzept und Themen.
Trotz ihres hohen Anspruchs hatte Pardon von Anfang an Erfolg. Die von Pardon neu erfundene Institution der Pardon-Aktion sorgte regelmäßig für Aufregung in der Bundesrepublik. Veränderungen wurden bis in den Bundestag hinein angestoßen. Zumeist waren es Aktivitäten auf der politischen Rechten, die Pardon angriff. Es gab auch satirische Analysen, Aktionen und Angriffe auf den Spiegel, den Stern oder die Frankfurter Rundschau. Bezüglich der Bild des Axel Springer wurde eine Sonderausgabe unter der Titelschlagzeile Pardons großer Freizeit-Knüller: Finden Sie doch mal eine wahre Geschichte in der Bild! herausgegeben, in der die Nachrichten in der Bild überprüft und entdeckte Fälschungen dokumentiert wurden. Die FAZ musste ein Vierteljahrhundert später konstatieren: „Pardon hat unter Nikels Leitung mit dessen literarisch-satirischem Spürsinn 18 Jahre lang Einfluss auf den Zeitgeist der Republik genommen – eine markante Phase der Nachkriegsgeschichte.“
So wurde etwa im Herbst 1963 eine Günter-Grass-Büste in der Walhalla bei Regensburg aufgestellt.
Nachdem die Frankfurter Rundschau einen Bericht über eine vermeintlich „skandalöse LSD-Party“ veröffentlicht hatte, die tatsächlich von der FR-Chefredaktion selbst finanziert worden war, inszenierten Pardon-Mitarbeiter eine solche angebliche „LSD-Party“. Die Frankfurter Rundschau berichtete auch über diese Party. Daraufhin wurden die tatsächlichen Hintergründe von Pardon enthüllt. Mit der Aktion sollte ein Beweis für die Manipulierbarkeit der Medien geliefert werden. Ein anderes Mal schickte die Redaktion unter dem erfundenen Namen eines Amateur-Schriftstellers acht Maschinenseiten aus Robert Musils berühmtem Werk Der Mann ohne Eigenschaften als „Probe eigener Arbeit mit der Bitte um Veröffentlichung“ an mehr als 30 Verlage, die das Manuskript ausnahmslos ablehnten.
Aufgrund seiner Aktionen wurde Pardon auch häufig verklagt. Nachhaltige Auseinandersetzungen gab es insbesondere mit dem Politiker Franz Josef Strauß, der Pardon insgesamt 18 Mal verklagte – und dabei jedes Mal vor Gericht verlor.

### Spaltung, Reorganisation und Untergang
1971 kam es zur Trennung der Teilhaber. Erich Bärmeier schied aus, Hans A. Nikel führte Pardon allein weiter. In der Redaktion kam es schließlich zu differierenden Auffassungen. Ein Stein des Anstoßes war die zunehmende Neuorientierung des Heftes an New-Age-Themen durch den damaligen Maharishi-Mahesh-Yogi-Anhänger Nikel (beispielhaft dafür die Titelstory „Kein Witz: Ich kann fliegen!“ über das „yogische Fliegen“, Ausgabe 11/1977) wie allgemein der Wandel vom Satiremagazin zum Gemischtwarenladen aus Film-, Musik- und Reisemagazin.
Einige Mitarbeiter trennten sich, fanden sich zur Neuen Frankfurter Schule zusammen und gründeten 1979 die Titanic als Konkurrenzmagazin.
Herausgeber Nikel gewann Elke Heidenreich, Peter Härtling und weitere Autoren. Er entdeckte neue Redakteure, die später als Autoren Bekanntheit erreichten, etwa Paul Badde, Matthias Horx oder Albert Christian Sellner. Er veröffentlichte Karikaturen von Freimut Wössner, Manfred Limmroth, Gerhard Seyfried und Bernd Pfarr. Erich Rauschenbach, Klaus Puth, Norbert Golluch (alle drei später Eichborn-/Diogenes-Autoren), Volker Reiche (später FAZ-Serien-Cartoonist). Brösel, der „zeichnende Anarchist“, brachte bei Pardon seinen Werner auf die Welt und zeichnete ihn als monatliche Kolumne. Auch Karsten Dose wurde in der Pardon zuerst veröffentlicht. Sein Zeichner Tomas Bunk ging später nach New York, wo er mit Art Spiegelman an den Garbage Pail Kids arbeitete und seitdem auch für das MAD magazine zeichnet.
Die Doppelseite Welt im Spiegel wurde nach dem Ausscheiden von Gernhardt, Bernstein und Waechter von anderen Pardon-Mitarbeitern weitergeführt (u. a. Manfred Hofmann, Michael Schiff, Thomas Wenner). Aus einem Comic-Supplement in der Heftmitte namens Slapstick wurde 1978 ein eigenständiges, aber kurzlebiges Humormagazin. Gleichzeitig übernahm Pardon viel Material vom französischen Hara-Kiri.
Nikel beendete seine Chefredakteurstätigkeit im Oktober 1980 und vergab Pardon in Lizenz an den Konkret-Herausgeber Hermann L. Gremliza. Chefredakteur wurde mit neuer Redaktion in Hamburg Henning Venske. Ab Mai 1982 erschien pardon alle vierzehn Tage im Zeitungsformat. Im Juli desselben Jahres wurde die Zeitschrift eingestellt.

## Gleichnamige Zeitschrift (2004–2007) unter Bernd Zeller
Im April 2004 begann der Jenaer Satiriker Bernd Zeller mit der Herausgabe einer gleichnamigen Zeitschrift, nachdem er die Namensrechte von Nikel erworben hatte. Die Erstveröffentlichung erzielte aufgrund des bedeutenden Vorbildes große Aufmerksamkeit, darüber hinaus erschienen in der ersten Ausgabe Texte von Götz Alsmann, Roger Willemsen, Doris Dörrie und Wiglaf Droste. Harald Schmidt schrieb das Vorwort: einen Absagebrief. Die neue Pardon sollte nach Vorstellung des Chefredakteurs Satire, gemischt mit Essays und Kolumnen bieten. Nach dem Erfolg der ersten Auflage (47.000 verkaufte Exemplare bei einer Druckauflage von 97.000 Stück) ging die Zahl der verkauften Exemplare ab der dritten Ausgabe bereits deutlich auf 12.000 zurück. Probleme bereitete zudem von Anfang an die zentrale Stellung von Zeller als Verleger, Chefredakteur, Herausgeber und Autor mit den meisten Beiträgen. Im Frühjahr 2005 wurde ein neuer Verlag gefunden, bis August 2006 erschien Pardon im Rübe Verlag, seit September desselben Jahres im Macchiato Verlag unter Herausgeberin Antje Hellmann. Zudem setzte die Zeitschrift auf die Kooperation der islamfeindlichen Webseite Politically Incorrect. Im September 2007 wurde die Zeitschrift mit nur noch 1.000 Abonnenten eingestellt.

## Einmalige Wiederauflage (2012) unter Wolfram Weimer
Am 6. Dezember 2012 erschien eine einmalige Wiederauflage der Zeitschrift unter der Herausgabe des ehemaligen Focus-Chefredakteurs und jetzigen Kulturstaatsministers Wolfram Weimer in der Weimer Media Group. Als Chefredakteure wurden Peter Böhling und Daniel Häuser benannt, die Druckauflage des Hefts lag bei 70.000 Exemplaren. Für die erste Ausgabe schrieben Autoren wie Hellmuth Karasek, Dieter Nuhr oder Eckart von Hirschhausen, daneben wurden Werke von verstorbenen Autoren wie Loriot oder Heinrich Böll wiederabgedruckt. Die Resonanz der Medien auf die Wieder-Wiederauflage fiel verhalten aus. „Herausgeber Wolfram Weimer vermeidet Brachialhumor. Das Motto: Wir! Sind! Intellektuell! Oft enden die geistigen Höhenflüge aber in einer Bruchlandung“, schrieb Martin U. Müller auf Spiegel online. „Die Textqualität im neuen Pardon variiert von überraschend originell bis hin zu altbacken-muffig“, hieß es in der Süddeutschen Zeitung.